# Oberösterreichische Voralpen

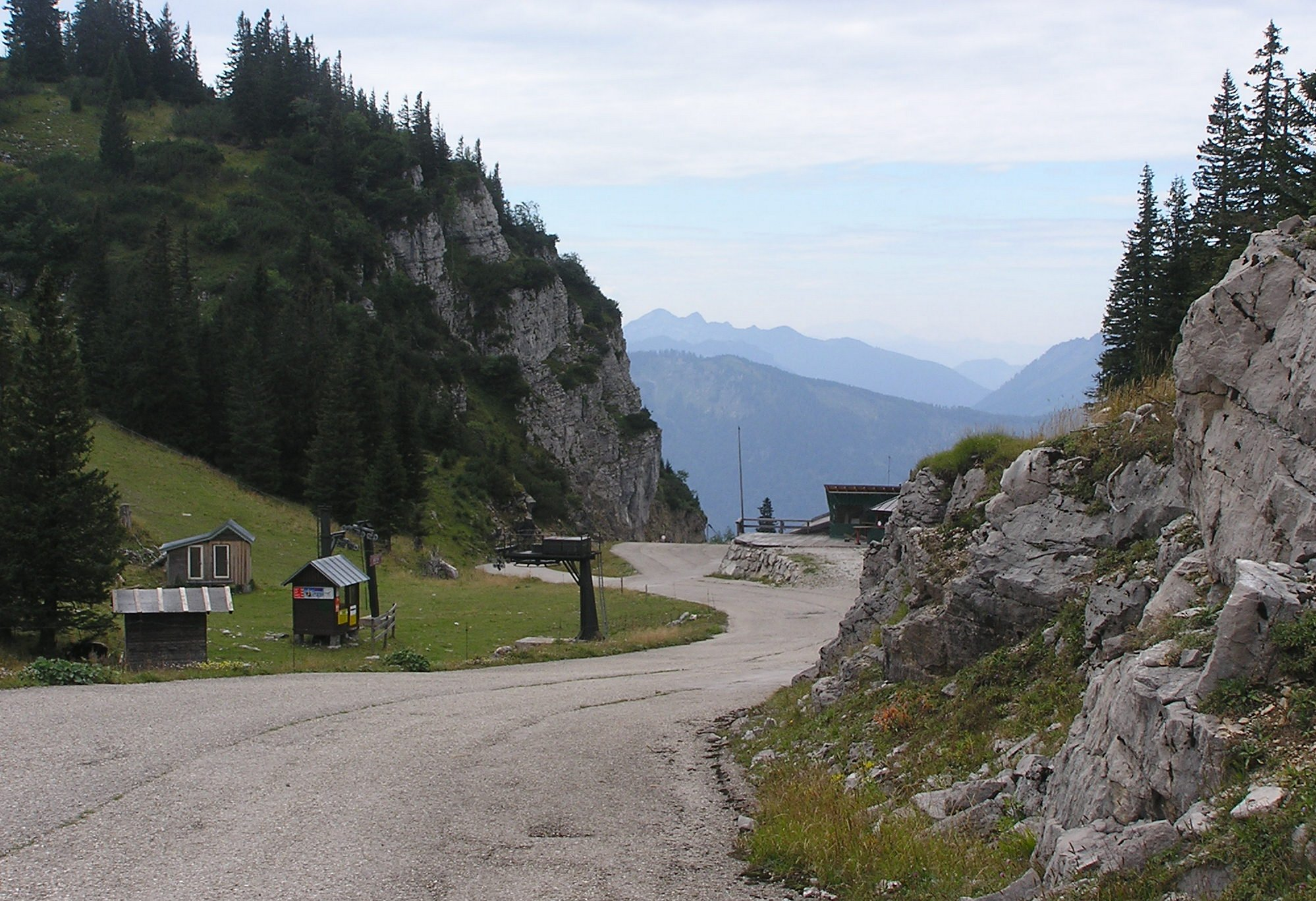
Widok z okolic Spitzplaneck

Oberösterreichische Voralpen (dawny egzonim: Alpy Górnoaustriackie) – pasmo górskie, część Północnych Alp Wapiennych. Leży w Austrii, w kraju związkowym Górna Austria. Najwyższym szczytem jest Hoher Nock, który osiąga 1963 m n.p.m.
Pasmo graniczy z: Ybbstaler Alpen na wschodzie, Alpami Ennstalskimi na południowym wschodzie, Totes Gebirge na południowym zachodzie oraz z Salzkammergut-Berge na zachodzie.
Podgrupy pasma:
- Grünauer Berge,
- Kasberggruppe,
- Sengsengebirge,
- Reichraminger Hintergebirge.

Najwyższe szczyty:
- Hoher Nock – 1963 m,
- Rohrauer Größtenberg – 1810m,
- Kasberg – 1747 m,
- Traunstein – 1691 m,
- Spitzplaneck – 1617 m,
- Grosser Almkogel – 1513 m.